# Lommán från Trim
Lommán mac Dalláin (född under 400-talet, död i början av 500-talet) var ett helgon och mecenat i Trim i grevskapet Meath, Irland.